# Alfred Meyer
El Doctor Alfred Meyer (Göttingen, 5 d'octubre de 1891 – 11 d'abril de 1945) va ser un oficial nazi, arribant al grau de Staatssekretär i de Ministre pels Territoris Ocupats de l'Est (Reichministerium für die Besetzten Ostgebiete)
Va néixer a Göttingen, fill d'un oficial del govern. Va ser educat a l'institut de Soest, graduant-se el 1911. El 1912 va ser Fahnenjunker (oficial cadet) amb l'Infanterieregiment 68 (Koblenz), aprovant l'examen d'oficial el 1913. Durant la Primera Guerra Mundial lluità amb l'Infanterieregiment 363 al Front Occidental, guanyant la Creu de Ferro de 1a classe. El 1917 va ser ferit i capturat pels francesos. Alliberat al març del 1920, abandonà l'exèrcit amb el rang d'Oberleutnant.
Després de la primera guerra mundial, treballà per la Deutsche Erdöl AG abans d'estudiar ciències polítiques a les Universitats de Bonn i de Würzburg. Es graduà amb el Doctorat de Filosofia el 1922 i entrà a treballar a la firma minera per treballar al Gelsenkirchen departament legal. Es casà amb Dorothee Capell el 1925.
A l'abril del 1928 s'afilià al NSDAP i arribà a líder local de grup a l'octubre de 1929. El setembre del 1930 va ser membre del Reichstag i al gener del 1931 Gauleiter de Wesfàlia del Nord (Westfalen). Prosseguint amb la presa del poder dels nazis, Meyer va ser nomenat Reichsstatthalter (governador delegat) de Lippe i Schaumburg-Lippe al maig de 1933 i fet Staatsminister (governador) del govern federal de a l'agost de 1936.
El 1939 Meyer va ser nomenat Chef der Zivilverwaltung i el 1941 va ser delegat d'Alfred Rosenberg al Ministeri del Reich pels Territoris Ocupats de l'Est. Meyer era responsable dels departaments de política, administració i economia. Des d'aquesta posició dirigí l'explotació de les regions soviètiques ocupades, la supressió i assassinat dels seus habitants (particularment els jueus), i l'organització del treball esclau.
Assistí com a representant de Rosenberg a la Conferència de Wannsee el gener de 1942 (on es decidí la solució final). Al Novembre d'aquell mateix any va ser també nomenat Reichsverteidigungskommissar (Comissionat de la Defensa del Reich) del VI Districte de Defensa (Wesfalia Nord).
Meyer va ser trobat mort l'11 d'abril del 1945 al riu Weser, probablement suïcidi.